# Douglão
Douglas Ferreira (Dois Vizinhos, 18 maggio 1986) è un ex calciatore brasiliano, di ruolo difensore.
Possiede anche il passaporto francese.

## Carriera

### Club
Dal 2011 al 2013 milita nello Sporting Braga, squadra della massima serie portoghese.

### Nazionale
Nel 2004 ha ottenuto una convocazione con il Brasile Under-20, senza mai scendere in campo.

## Palmarès

### Club

#### Competizioni nazionali
- Coppa di Lega portoghese: 1

Braga: 2012-2013